# Marbogården
Marbogården är en småort i Lidköpings kommun. Marbogården ligger i Norra Kedums socken en dryg mil väster om Lidköping.

## Historia
Marbogården var under äldre medeltid prästgård till Norra Kedums pastorat och gården låg då närmare Norra Kedums kyrka. Det ursprungliga namnet på gården är Stommen. Efter att nytt prästbol skänkts i Tådene tog kyrkoherden där sin bostad år 1349 istället.
År 1892 brann samtliga hus på Marbogården ner förutom ett bostadshus, Sparrestugan. Ägdes av en Norén på Kjellstorp som sålde gården till Lars Nord år 1893. Ladugård byggdes 1893 och stall något år senare. Gården och markerna delades i fyra av lantmäteriet 1895. År 1933 gjordes invallningar mot sjön för att torrlägga ny mark. Delar av gården köps av Kinnekulle kalk. År 1970 exploateras delar av markerna för fritidsbebyggelse. 64 skogstomter avstyckas, vägar anläggs och vattenledningar dras mellan tomter liksom avlopp och reningsverk. Området kom att användas allt mer som åretruntbostäder.
I gränsen mellan fritidsby och området ner mot sjön finns en offersten med skålgropar. En kolerakyrkogård fanns i ett område som kallades Smocken, vilket ej är återfunnet.